# Johannes Feyrer
Johannes Feyrer (* 28. Juni 1891 in Tailfingen, Württemberg; † 22. November 1958) war ein deutscher Politiker (CDU) und Mitglied in der Beratenden Landesversammlung des Landes Württemberg-Hohenzollern. Er war evangelisch und Kaufmann von Beruf. Nach Johannes Feyrer ist die gleichnamige Straße in Albstadt benannt.